# 4시의 음악산책
김기훈의 4시의 음악산책은 TBN 경인교통방송(인천, 경기 FM 100.5㎒, 서해5도 FM 105.5㎒)에서 주말 오후 4시부터 5시 52분까지 방송했던 인천, 경기 지역의 라디오 음악 종영 프로그램이다. 2021년 4월 11일 자로 1년만에 폐지되었다.